# Pagrus auratus
Pagrus auratus е вид лъчеперка от семейство Sparidae.

## Разпространение
Видът е разпространен в Австралия и Нова Зеландия.